# Catostomus clarkii
Espèce
Statut de conservation UICN

 LC  : Préoccupation mineure
Catostomus clarkii est une espèce de poissons de la famille des Catostomidae.

## Habitat
Catostomus clarkii est présent dans la partie inférieure du bassin du fleuve Colorado dans la zone du Grand Canyon ainsi que dans les bassins de la Virgin River et de la White River. Il apprécie les endroits où le courant est fort et où le lit est recouvert de graviers.

## Description
Le poisson est bicolore. Son sommet est de couleur sombre, brun-olive à vert noirâtre. Le bas de son corps et son ventre sont jaunes à argentés. Il dispose également de points noirs sur sa partie supérieure. La nageoire dorsale dispose de 10 à 11 rayons. Le poisson adulte mesure de 10 à 40 cm dans les petits cours d'eau mais peut atteindre environ 75 cm dans certaines zones de l'Arizona. Il atteint sa maturité sexuelle à deux ans et la ponte a lieu de janvier à mai,.

### Sous-espèces
Trois sous-espèces ont été identifiées :
- Catostomus clarkii intermedius dans la White River[4] ;
- Catostomus clarkii utahensis dans la Virgin River[4],[5] ;
- Catostomus clarkii dans la Meadow Valley[4],[6].